# TmaxSoft
TmaxSoft公司，一間跨國公司，總部位於美國芝加哥, 開發部門位於大韓民國城南市盆唐區，產品主要為企業級軟體。創立於1997年，創辦者Daeyeon Park，原為韩国科学技术院教授。
最早是以研發中间件軟體和企業級資料庫為主，在2007年之後，成為韓國最大的軟體公司 。其下又分為兩間子公司，TmaxSoft與TmaxData。